# Medan vi faller
Medan vi faller (originaltitel: La Haine) är en fransk dramafilm från 1995 skriven och regisserad av Mathieu Kassovitz och producerad av Christophe Rossignon. De tre huvudrollerna Vinz, Hubert och Said spelas av Vincent Cassel, Hubert Koundé och Saïd Taghmaoui.

## Handling
Filmen följer tre unga män och deras tid i de franska förorterna under tjugofyra timmar. Vinz, Saïd och Hubert har vuxit upp i dessa franska förorter där den rasistiska och förtryckande polisstyrkan har höjt spänningarna till en kritisk bristningsgräns. Under upploppen som ägde rum en kväll tidigare tappade en polis sin pistol i oredan som följde, och Vinz hittade den. Med ett nytt sätt att få den respekt han vill ha lovar Vinz att döda en polis som hämnd om hans vän Abdel dör på sjukhuset, på grund av misshandeln i polisens förvar.

## Rollista i urval
- Vincent Cassel – Vinz
- Hubert Koundé – Hubert
- Saïd Taghmaoui – Saïd
- Abdel Ahmed Ghili – Abdel

## Filmens titel
Direktöversatt hade den svenska titeln varit Hatet, vilket filmen blivit översatt till i en rad andra länder, till exempel i USA (Hate). Den svenska titeln syftar på en historia som återberättas flera gånger i filmen:
Hubert: C'est l'histoire d'un homme qui tombe d'un immeuble de 50 étages. Le mec, au fur et à mesure de sa chute, il se répète sans cesse pour se rassurer: "Jusqu'ici, tout va bien... jusqu'ici, tout va bien... jusqu'ici, tout va bien." Mais l'important, c'est pas la chute. C'est l'atterrissage...
På svenska blir det, något fritt översatt:
Hubert: Det här är historien om en man som faller från en lägenhet på femtionde våningen. Killen upprepar hela tiden oavbrutet för att intala sig: "Hittills går allt bra... hittills går allt bra... hittills går allt bra." Men det viktiga är inte fallet, utan landningen...
Denna återkommande replik är i själva verket hämtad från westernfilmen 7 vågade livet från 1960, där en rollfigur berättar samma historia:
Old Man: It's like that fella who fell off a ten-storey building. As he was falling, people on each floor heard him say 'So far, so good.'

## Bakgrund
Filmens handling inspirerades delvis av den 17-årige Makome M'Bowolés död. M'Bowolé blev under ett polisförhör i Paris 1993 av en olyckshändelse skjuten av en upprörd polis. Detta syns tydligt i filmen både i karaktären Abdel som är hela början till de tre huvudpersonernas konflikt men också i scenen på polisstationen där Said och Hubert misshandlas och i filmens slutscen. Mathieu Kassovitz säger själv att han började skriva på manuset till filmen den 6 april 1993, samma dag som M'Bowolé dog. Den franska filmen L.627 av regissören Bertrand Tavernier ska också ha påverkat Kassovitz då den berättade om en polisgrupp i Paris baserad på en före detta polis memoarer. Kassovitz säger själv att han ville visa en annan bild av polisen och att det delvis var därför han började skriva Medan vi faller. Filmens inledande demonstrationer inspirerades även de av den rad upplopp som sped sig genom Frankrike mellan 1990 och 1992.

## Produktion
Medan vi faller är en ung film. Den är för det första gjord av en ung regissör, Mathieu Kassovitz, som bara var 25 år när manuset började skrivas och 27 år när filmen spelades in. Han hade innan Medan vi faller endast gjort en långfilm, Métisse från 1993, samt tre kortfilmer, Fierrot le pou (1990), Cauchemar blanc (1991) och Assassins... (1992). Filmens produktionsbolag Les Productions Lazennec var också det relativt oerfaret och hade endast existerat i ett knappt decennium innan Medan vi faller producerades 1995. Filmbolaget hade grundats av Alain Rocca och inriktade sig på att leta efter unga talanger runt om på franska filmfestivaler, med Kassovitz som exempel.
Filmens producent Christophe Rossignon var endast några år äldre än Kassovitz med hade till skillnad från honom legat bakom flera framgångsrika franska filmer med L'Odeur de la papaye verte som exempel. De tre huvudrollsinnehavarna Vincent Cassel, Hubert Koundé och Saïd Taghmaoui hade inte heller de någon större erfarenhet inom film och Medan vi faller var deras gemensamma genombrott. Även om det är Cassel som blivit det största namnet både i fransk och internationell film med roller i bland annat Ocean's Twelve så har både Koundé och Taghmaoui varit framgångsrika skådespelare. Saïd Taghmaoui var den yngste av de tre och var 21 år när filmen spelade in, han var också den som upplevt ett liv närmast det som hans rollkaraktär lever i filmen då han växte upp i ett liknande område. Hubert Koundé var 24 år under produktionen och hoppade av från universitetet där han studerade filosofi. Både han och Vincent Cassel hade varit med i Mathieu Kassovitz första långfilm Metissé men detta var första gången som Koundé erbjöds en stor roll. Vincent Cassel var 28 år när filmen spelades in och hade synts i en rad mindre roller i franska filmer men var trots detta mest känd för att vara son till den välkände skådespelaren Jean-Pierre Cassel. Cassel säger själv att detta var den första rollen som visade att han var något annat än just Jean-Pierre Cassels son.
I september 1994 inleddes inspelningen av Medan vi faller och slutfördes i november samma år. Filmens budget låg på motsvarande 2,6 miljoner dollar och det var en medelstor budget i franska mått mätt, men för en ung regissör som Kassovitz räknades detta som mycket pengar eftersom unga regissörer ofta fick en mindre budget att hålla sig med. Kassovitz säger själv att filmen skulle kunna ha gjorts för en betydligt mindre summa pengar, men att han själv kände att det krävdes en större budget för att filmen inte skulle kännas för rå och enkel. Den första halvan av filmen spelades in i Chanteloup-les-Vignes, en förort till Paris och den andra halvan spelades in i själva Paris innerstad.
Kassovitz valde att filmen skulle vara svart-vit men bestämde sig också för att för säkerhets skull filma det hela i färg för att sedan överföra det hela till svart-vitt. Detta gjorde man för att i nödfall kunna släppa en version i färg om den svart-vita skulle misslyckas på biograferna. Det fanns också tankar om att filma förorten med svart-vit 16mm-kamera och innerstaden med 35mm-kamera i färg, men denna tanke övergavs snabbt. Istället blev det nästan tvärtom då Kassovitz till följd av en rad dyra kameraåkningar i förortsscenerna tvingades att använda en billigare handhållen kamera i innerstaden. Man fyllde även ut en rad mindre roller med personer från filmens produktionslag. Det framgår inte om detta gjordes för att spara pengar eller om det hela hade någon annan mening. Bland annat syns Kassovitz själv som en skinhead, och producenten Christophe Rossignon spelar en taxichaufför.

## Mottagande
Att Medan vi faller visades på Cannes-festivalen 1995 hade en extremt stor betydelse för filmens framgångar både i hemlandet och i utlandet. Men det var inte endast kvalitén som drog till sig uppmärksamhet utan även det faktum att de ansvarige bakom filmen hade en så pass låg ålder. Detta doldes heller inte av Kassovitz och de andra som valde en framtoning som visade att de var klart yngre än de övriga på festivalen. Att Kassovitz sedan tog hem festivalens pris för bästa regi var också något mycket positivt för produktionen. Man hade planerat att släppa filmen i 70 kopior i Frankrike men fyrdubblade nästan detta efter visningarna i Cannes och släppte den istället i 260 kopior. På premiärdagen, den 31 maj 1995, såg 21 000 människor den i Paris och snart hade över två miljoner åskådare sett den. Filmen gick även mycket bra utomlands och har släppts i åtskilliga VHS- och DVD-upplagor. För alla inblandade innebar också detta en klar vändpunkt och Kassovitz gick vidare till att anses som en av Frankrikes nutida viktigaste regissörer.